# Liste der Resolutionen des UN-Sicherheitsrates (1946)
Diese Liste der Resolutionen des UN-Sicherheitsrates nennt die 15 vom Sicherheitsrat der Vereinten Nationen im Jahre 1946 verabschiedeten Resolutionen.
| Nummer | Beschluss vom | Gegenstand                                                                     |
| ------ | ------------- | ------------------------------------------------------------------------------ |
| 1      | 25. Januar    | Militärausschuss                                                               |
| 2      | 30. Januar    | Die iranische Frage                                                            |
| 3      | 4. April      | Die iranische Frage                                                            |
| 4      | 29. April     | Die spanische Frage                                                            |
| 5      | 8. Mai        | Die iranische Frage                                                            |
| 6      | 17. Mai       | Verfahren                                                                      |
| 7      | 26. Juni      | Die spanische Frage                                                            |
| 8      | 29. August    | Aufnahme neuer Länder in die Vereinten Nationen: Afghanistan, Island, Schweden |
| 9      | 15. Oktober   | Der Internationale Gerichtshof                                                 |
| 10     | 4. November   | Die spanische Frage                                                            |
| 11     | 15. November  | Der Internationale Gerichtshof                                                 |
| 12     | 10. Dezember  | Die griechische Frage                                                          |
| 13     | 12. Dezember  | Aufnahme neuer Länder in die Vereinten Nationen: Thailand                      |
| 14     | 16. Dezember  | Verfahren                                                                      |
| 15     | 19. Dezember  | Die griechische Frage                                                          |